# 하노버 왕국
하노버 왕국(독일어: Königreich Hannover)은 나폴레옹 시대 이후 조지 3세가 그의 하노버 영토로 복원되면서 1814년 10월 빈 회의에 의해 설립되었다.  이전의 하노버 선제후국을 계승했으며, 1815년 6월에 독일 연방의 다른 38개 주권 국가에 합류했다. 왕국은 하원에 의해 통치되었다. 하노버가, 벨프가의 생도 지부, 1714년부터 대브리튼섬과 개인연합에서. 군주가 런던에 거주했기 때문에, 일반적으로 영국 왕실의 젊은 구성원인 총독은 하노버 왕국의 행정을 처리했다.
영국과의 개인 연합은 반살리카법에 따라 왕조의 남성이 아직 살아있는 동안 여성이 하노버 왕위를 물려받는 것을 금지했기 때문에 빅토리아 여왕의 가입으로 1837년에 끝났다. 따라서 하노버의 통치자가 되었다. 그의 외아들이 조지 5세로서 그를 계승하였다. 그러나 프로이센-오스트리아 전쟁에서 패배한 편을 지원하면서 그의 왕국은 1866년 프로이센에게 정복되어 독립 왕국으로서 존재하지 않게 되었고 프로이센 지방이 되었다. 하노버는 프로이센의 나머지 지역과 함께 1871년 1월 독일 통일에 독일 제국의 일부가 되었다. 1946년에 하노버주로 잠시 부활했으며 나중에 합병되었다.  당시 서독에서 니더작센의 현재 상태를 형성하기 위해 일부 더 작은주와 함께있었다.

## 역사
본래 신성로마제국 내의 공국으로 시작되었다. 1692년 신성로마제국 황제 레오폴트 1세에 의하여 선제후국으로 승격된다. 그러나 이 결정은 새로운 선제후의 등장에 대한 다른 선제후들의 반발로 인해 1708년에 이르러서야 공식적으로 인정되었다. 이로써 하노버 선제후령이 성립된다.
1714년 영국의 앤 여왕이 죽자 영국 왕위계승법에 따라 제임스 1세의 딸의 외손자였던 하노버 선제후 게오르크 1세가 영국의 조지 1세로 즉위하였다. 이때부터 하노버 선제후국은 영국과 동군연합의 관계에 놓였다.
나폴레옹 전쟁의 와중인 1803년에 하노버 선제후국은 프랑스와 프로이센 연합군에 의해 점령되어 멸망하였다. 하노버 선제후국의 영토는 1807년의 틸지트 조약에 의해, 프랑스가 프로이센으로부터 할양받은 영토와 합쳐 베스트팔렌 왕국이 되었다. 이 왕국은 나폴레옹의 막내동생 제롬 보나파르트가 지배하는 프랑스의 위성국이었다. 프랑스의 지배는 1813년 10월 러시아의 코사크 군단이 이 지역을 탈환하면서 끝났다. 뒤이어 라이프치히 전투로 나폴레옹이 결정적으로 몰락하였고, 라인 연방 전체를 포함해 프랑스의 위성국들은 붕괴하였다.
1814년 빈 회의는 영국의 하노버 왕가가 다시 하노버 선제후국을 재건하여 통치하기로 결정하였다. 그러나 하노버 선제후국에 선제후의 지위를 부여했던 신성로마제국이 이미 나폴레옹에 의해 해체된 지 오래였으므로(1806년 해체), 하노버 선제후국은 선제후국이 아닌 왕국의 지위로 승격되어 부활한다. 이에 따라 하노버 선제후였던 영국 국왕 조지 3세가 하노버 국왕으로 즉위하였다.
새로 재건된 하노버 왕국은 선제후령이었던 시기에 비해 영토가 크게 확장되었다. 그 결과 하노버 왕국은 독일 연방 가맹국 중 4번째로 넓은 영역을 차지하게 되었으며, 북독일 지역에서만 비교하면 프로이센 왕국에 이어 두 번째로 넓었다.
조지 4세와 윌리엄 4세의 통치기간인 1816년부터 1837년까지는, 그들의 동생인 케임브리지 공작 아돌퍼스 공이 하노버에서 영국 국왕을 대신하여 부왕 역할을 하였다. 그러나 1837년 영국에서 빅토리아 여왕이 즉위하자, 123년에 걸친 하노버 왕국과 영국의 동군연합은 끝나게 되었다. 당시 하노버 왕국은 준 살리카 법을 왕위 계승 원칙으로 정하고 있었는데, 이 법에 따르면 남성 왕위계승권자가 한 명이라도 존재하는 경우에는 여성 왕위계승권자는 왕위를 상속받을 수 없었다. 이 때문에 빅토리아는 하노버 왕국의 국왕으로 즉위하지 못하였고, 빅토리아 대신 빅토리아의 숙부인 에른스트 아우구스트 1세가 즉위하였다. 에른스트 아우구스트는 조지 4세와 윌리엄 4세의 동생으로서, 조지 3세의 당시까지 생존한 아들들 중 가장 연장자였다. 아우구스트보다 동생이었던 아돌퍼스는 하노버 국왕이 되지 못하고 영국으로 돌아간다.
1866년 독일 통일의 주도권을 놓고 프로이센-오스트리아 전쟁이 발발하자, 하노버 왕국은 처음에 다른 독일 연방 가맹 소국들과 함께 중립을 지키고자 하였다. 그러나 같은 해 6월 14일 하노버는 프로이센에 대항하여 독일 연방군을 움직이는 것에 찬성표를 던지게 되었고, 이는 프로이센 왕국이 하노버 왕국에 전쟁을 선포하는 빌미가 되었다. 전쟁의 결과 하노버 왕국은 프로이센에 병합되어 왕국의 지위를 잃어버리고 프로이센 왕국의 일부로 전락한다. 이는 하노버 왕국의 멸망을 의미하는 것이다. 하노버 왕국은 프로이센의 하노버 주로 편입되어 프로이센 호엔촐레른 왕가의 지배를 받게 된다. 1871년 프로이센이 독일 제국을 수립함에 따라 하노버 왕국의 옛 영토도 독일 제국의 일부가 되었다.

## 정치
하노버 왕국은 입헌군주제를 택하였다. 영국과 동군연합 관계였던 시기에는 비록 국왕은 영국과 동일하였으나, 정부는 영국과 분리되어 별도로 수립되었다. 1837년까지 하노버 왕국과 영국은 국왕만 같았을 뿐, 서로 독립적인 별개의 나라였다.

## 역대 국왕
- 1814년 - 1820년 게오르크 3세
- 1820년 - 1830년 게오르크 4세
- 1830년 - 1837년 빌헬름 4세
- 1837년 - 1851년 에른스트 아우구스트 1세
- 1851년 - 1866년 게오르크 5세

## 군대
하노버 왕국은 나폴레옹 전쟁 이후에도 군대를 유지했다. 1832년에 하노버의 국왕 윌리엄 4세와 영국은 그의 군대에 영국군 제복을 지급했지만, 원래 영국 버전과는 약간 달랐다. 1837년 영국과의 개인 동맹이 끝나고 에른스트 아우구스트가 하노버의 왕위에 올랐을 때, 그는 그들의 군복을 프로이센 군대 스타일의 군복으로 교체했는데, 여기에는 그의 근위대를 위한 피켈하우베 스파이크 투구가 포함되었다. 1866년까지 그들은 프로이센군을 유지하는 경비대만 있는 오스트리아 스타일의 제복을 입었다. 오스트리아-프로이센 전쟁 동안, 하노버군은 랑겐살자 전투에서 오스트리아를 향해 남쪽으로 진군하는 동안 프로이센군과 싸워 격파했다. 그러나 나중에 포위되어 프로이센에 항복해야 했다.

## 표준, 민간 및 문장
영국과의 개인 연합이 빅토리아 여왕의 가입으로 1837년에 끝난 후, 하노버는 영국 왕실의 문장과 표준틀:인용 필요, 새로운 연합만 소개한다.(영국 모델 이후). 이 문장과 왕실 기치의 중심에는 브라운슈바이크의 두 마리 사자, 뤼네부르크의 심장을 가진 만연한 사자, 그리고  대기수/대재무)의 신성 로마 직위를 위해 신성 로마 제국의 제국 연합에 의해 압도된 하노버 자체 형태이다. 하노버는 더 이상 영국 군주의 통치를 받지 않게 됨에 따라 하노버의 문장은 영국의 문장과 왕실 기치에서 동시에 제거되어 더 이상 하노버 왕국의 것과 동일하지 않게 되었다.

하노버 왕실 표준기, 1816년 ~ 1837년
1837년 하노버의 문장
하노버의 민간기
1837년 이후 하노버의 왕실 표준기

## 같이 보기
- 구엘프 군단
- 국왕의 독일 군단
- 하노버국